# Girolamo Boncompagni
Pour les articles homonymes, voir Boncompagni.
Girolamo Boncompagni (né le 23 avril 1622 à Isola, dans le Latium, alors dans les États pontificaux et mort le 24 janvier 1684 à Bologne) est un cardinal italien du XVIIe siècle. Il est un petit-neveu du cardinal Filippo Boncompagni (1572), le neveu du cardinal Francesco Boncompagni (1621) et l'oncle du cardinal Giacomo Boncompagni, archevêque de  Bologne (1695).

## Biographie
Girolamo Boncompagni exerce des fonctions au sein de la curie romaine, notamment comme référendaire au tribunal suprême de la Signature apostolique et secrétaire de la Congrégation des rites.
Il est élu archevêque de Bologne en 1651. Il est préfet du palais apostolique et gouverneur de Castelgandolfo de 1660 à 1664.
Le pape Alexandre VII le crée cardinal lors du consistoire du 14 janvier 1664. 
Le cardinal Boncampgni participe au conclave de 1667 (élection de Clément IX), au conclave de 1669-1670 (élection de Clément X) et au conclave de 1676 (élection d'Innocent XI).